# Marian Beym
Marian Beym (ur. 2 grudnia 1894 w Poznaniu, zm. wrzesień 1939) – polski piłkarz, grający na pozycji napastnika, tenisista. Był współzałożycielem klubu i pierwszym kapitanem drużyny piłkarskiej. Z jego inicjatywy 6 maja 1914 roku w Poznaniu powstała formalnie sekcja tenisowa KS Warta Poznań; został on jej sekretarzem.